# Regionalwahlen in Italien 2015
Die Regionalwahlen in Italien 2015 fanden in neun Regionen mit Normalstatut am 31. Mai statt.

## Zusammenfassung der Ergebnisse
| Region               | Mitte-links               | Mitte-rechts           | Movimento 5 Stelle         | Sonstige | Präsident vor der Wahl          |
| -------------------- | ------------------------- | ---------------------- | -------------------------- | -------- | ------------------------------- |
| Venetien → Ergebnis  | Alessandra Moretti 22,7 % | Luca Zaia 50,1 %       | Jacopo Berti 11,9 %        | 15,3 %   | Luca Zaia (Mitte-rechts)        |
| Ligurien → Ergebnis  | Raffaella Paita 27,8 %    | Giovanni Toti 34,4 %   | Alice Salvatore 24,8 %     | 12,9 %   | Claudio Burlando (Mitte-links)  |
| Toskana → Ergebnis   | Enrico Rossi 48,0 %       | – 1                    | Giacomo Giannarelli 15,0 % | 7,8 %    | Enrico Rossi (Mitte-links)      |
| Umbrien → Ergebnis   | Catiuscia Marini 42,8 %   | Claudio Ricci 39,3 %   | Andrea Liberati 14,3 %     | 3,6 %    | Catiuscia Marini (Mitte-links)  |
| Marken → Ergebnis    | Luca Ceriscioli 41,1 %    | – 2                    | Giovanni Maggi 21,8 %      | 4,0 %    | Gian Mario Spacca (Mitte-links) |
| Kampanien → Ergebnis | Vincenzo De Luca 41,2 %   | Stefano Caldoro 38,4 % | Valeria Ciarambino 17,5 %  | 2,9 %    | Stefano Caldoro (Mitte-rechts)  |
| Apulien → Ergebnis   | Michele Emiliano 47,1 %   | – 3                    | Antonella Laricchia 18,4 % | 1,8 %    | Nichi Vendola (Mitte-links)     |

- 1 Kandidat für Lega Nord (LN) und Fratelli d’Italia (FDI): Claudio Borghi (20,0 %). Kandidat für Forza Italia (FI): Stefano Mugnai (9,1 %).
- 2 Kandidat für LN und FDI: Francesco Acquaroli (19,0 %). Kandidat für FI: Gian Mario Spacca (14,2 %).
- 3 Kandidat für FDI: Francesco Schittulli (18,3 %). Kandidat für FI: Adriana Poli Bortone (14,4 %).